# 須磨 (砲艦)
| 砲艦「須磨」（1942年） | |
| 艦歴                   | |
| 計画                   | 1915年2月 イギリス海軍戦時緊急計画 |
| 発注                   | サンダーランド社造船所 |
| 起工                   | 1915年 |
| 進水                   | 1915年10月9日 |
| 就役                   | 1916年1月5日に「モス」として就役。1941年12月に喪失。 |
| 再就役                 | 1942年7月1日に「須磨」として就役 |
| その後                 | 1945年3月19日触雷沈没 |
| 除籍                   | 1945年5月10日 |
| 性能諸元               | |
| 排水量                 | 常備：645トン 満載：750トン |
| 全長                   | 72.4m |
| 水線長                 | 70.1m |
| 全幅                   | 10.97m |
| 吃水                   | 1.22m |
| 機関                   | ヤーロウ式重油専焼水管缶2基 +ノース・イースタン・マリーン・エンジニアリング・ワークス式直立三段膨張式レシプロ機関 2基2軸推進 |
| 最大出力               | 2,000hp |
| 最大速力               | 14.0kt |
| 航続距離               | -/-海里 |
| 燃料                   | 重油：54トン |
| 乗員                   | 約60名（モス） 99名（須磨 1942年7月1日） |
| 兵装（モス）           | ヴィッカース Mk.VII 15.2cm（45口径）単装砲2基 アームストロング 7.62cm（40口径）単装速射砲1基 7.7mm（94口径）単装機銃4丁 |
| 兵装（須磨）           | （1942年7月1日 引渡時） Mk.VII 15.2cm（45口径）単装砲1基 （1942年10月3日 改造完了時） Mk.VII 15.2cm（45口径）単装砲1基 毘式 4cm（39口径）単装機関砲2基 九三式13mm単装機銃2基 九二式7.7mm単装機銃2基 （1945年3月13日 最終時） 三年式 8cm（40口径）単装高角砲1基 毘式 4cm（39口径）単装機関砲 九六式 25mm（60口径）連装機銃2基 九三式13mm単装機銃2基&同単装機銃2基 九二式7.7mm単装機銃2基 |

須磨 （すま）は、日本海軍が太平洋戦争で運用した砲艦。イギリス海軍河用砲艦インセクト級「モス (Moth)」を、開戦劈頭の香港攻防戦で日本軍が鹵獲、修理したのち戦利艦として自軍に編入した軍艦。艦名は神戸市の景勝地「須磨」にちなみ命名。この名を持つ日本海軍の艦船としては明治時代の防護巡洋艦に続いて、2隻目。日本海軍が運用した河用砲艦中、最大の艦だった。

## 艦歴
1916年にイギリスのサンダーランド造船会社で竣工。
太平洋戦争開戦時、「モス」は修理のため香港のネービーヤードで入渠していたが、日本軍の攻撃が始まると工員が逃走し修理不可能となった。そのため主砲以外の砲は取り外され陸揚げされた。その後、「モス」は1941年12月11日もしくは12日にドック内で自沈した。
香港占領後、日本軍は「モス」を鹵獲し、浮揚した。日本海軍の第二工作部が修理する。1942年7月1日に日本海軍の軍艦籍に編入され「須磨」と命名。砲艦に類別された。佐世保鎮守府籍で支那方面艦隊隷下の第二遣支艦隊に編入された。艦長・旭龍雄少佐（海兵53期）が着任したが兵装が充分ではなかったため、旭少佐指揮のもと7月20日から上海で工事を再開した。内容は武装の強化、艦橋の大型化、兵員室及び通風筒の設置等で、これらの工事は10月3日に完了し、以後、長江流域の哨戒作戦等に参加した。
1943年7月、香港で修理中に3日間にわたって空襲を受け28日には爆弾1発が至近弾となったが不発だった。1944年12月26日には安慶で敵機の銃爆撃を受けて後部の25mm機銃座が破壊された。これにより1名が即死、負傷者のうち2名も入院後死亡した。
1945年3月14日、「須磨」は「鳴海」とともに上海から安慶へ向け出港。掃海作業のため江陰で一時待機し、3月19日に出港。同日15時26分、「須磨」は天申橋の下流2海里で触雷、沈没した。乗員は「鳴海」に救助された。
1945年5月10日、除籍。

### 艦長
（注）1944年10月1日以降は「砲艦長」。
1. 旭龍雄 少佐/中佐：1942年7月1日[11] - 1944年10月10日[12]
2. 田中嘉平治 中佐：1944年10月10日[12] - 1945年4月1日[13]